# Bargello
El Museu Nacional del Bargello (en italià, Museo Nazionale del Bargello) és un museu de Florència situat des del 1786 al Palazzo del Bargello, dedicat principalment a l'escultura.
Exhibeix els dissenys del Sacrifici d'Isaac que Lorenzo Ghiberti i Filippo Brunelleschi van presentar al concurs convocat per a la construcció de la segona porta del Baptisteri florentí (1401).
Altres obres mestres exposades al Bargello són: 
- el Bacus de Miquel Àngel
- el Brutus de Miquel Àngel
- el David de Donatello
- el Tabernacle de Sant Jordi de Donatello
- el Bacus de Sansovino
- L'Arquitectura de Giambologna